# Ben Scholte
Ben Scholte (Ter Apel, 10 augustus 2001) is een Nederlands voetballer, die doorgaans als middenvelder speelt. Hij verruilde medio 2024 FC Emmen voor FC Dordrecht.

## Clubcarrière

### FC Emmen
Scholte begon met voetballen in de jeugd bij FC Ter Apel '96, waarna hij op jonge leeftijd overstapte naar de jeugdopleiding van FC Emmen. Op 22 december 2020 maakte hij zijn debuut in het betaalde voetbal in de wedstrijd tussen FC Emmen en FC Utrecht. Op 10 september 2021 maakt hij zijn eerste doelpunt in het betaalde voetbal in de competitiewedstrijd tussen FC Emmen en MVV Maastricht. In het seizoen 2023/24 scoorde Scholte 6 keer in 34 wedstrijden.

### FC Dordrecht
In de zomer van 2024 maakte Scholte de overstap naar FC Dordrecht. Hij maakte zijn debuut voor de club in de eerste speelronde van het seizoen, tegen zijn oude club FC Emmen. Hij kwam in de 68e minuut in de ploeg voor Mauresmo Hinoke. Dordrecht won met 2-1. Op 20 september scoorde Scholte zijn eerste doelpunt voor de club, tegen Excelsior. Op aangeven van Dean Zandbergen maakte Scholte in de 85e minuut de gelijkmaker (2-2). Medio oktober raakte hij geblesseerd. Op 4 april 2025 maakte hij zijn rentree tegen Jong Ajax (3-0).

## Carrièrestatistieken
| Seizoen                            | Club            | Competitie      | Competitie | Competitie | Beker | Beker | Overig | Overig | Totaal | Totaal |
| Seizoen                            | Club            | Competitie      | Wed.       | Dlp.       | Wed.  | Dlp.  | Wed.   | Dlp.   | Wed.   | Dlp.   |
| ---------------------------------- | --------------- | --------------- | ---------- | ---------- | ----- | ----- | ------ | ------ | ------ | ------ |
| 2020/21                            | FC Emmen        | Eredivisie      | 1          | 0          | 0     | 0     | 0      | 0      | 1      | 0      |
| 2021/22                            | FC Emmen        | Eerste divisie  | 19         | 1          | 1     | 0     | 0      | 0      | 20     | 1      |
| 2022/23                            | FC Emmen        | Eredivisie      | 7          | 0          | 2     | 0     | 4      | 0      | 13     | 0      |
| 2023/24                            | FC Emmen        | Eerste divisie  | 34         | 6          | 1     | 0     | 0      | 0      | 35     | 6      |
| 2024/25                            | FC Dordrecht    | Eerste divisie  | 10         | 1          | 0     | 0     | 1      | 0      | 11     | 1      |
| Carrière totaal                    | Carrière totaal | Carrière totaal | 71         | 8          | 4     | 0     | 5      | 0      | 80     | 8      |
| Bijgewerkt tot en met 12 juni 2025 |                 |                 |            |            |       |       |        |        |        |        |

## Erelijst

### FC Emmen
| Nationaal      |    |         |
| Eerste divisie | 1x | 2021/22 |